# Luitzen Boelens
Luitzen Gauke Boelens (Drachten, 9 mei 1920 – aldaar, 4 februari 1990) was een Nederlands politicus van de PvdA.
Hij werd geboren als zoon van Gauke Boelens (18 april 1886 – 29 januari 1942) die van 1935 tot 1941 namens de VDB (later opgegaan in de PvdA) lid was van de Gedeputeerde Staten van Friesland. Op de Zuiderbegraafplaats te Drachten luidt de tekst onder zijn portret in brons: "Dit gedenkteeken zij een hulde van Drachten aan zijn nagedachtenis wegens de bijzondere wijze waarop hij het openbaar belang in velerlei functies heeft gediend." Zijn zoon Luitzen moest zijn studie aan de Rijksuniversiteit Groningen onderbreken tijdens de Tweede Wereldoorlog. Daarna kon hij daar in 1946 alsnog afstuderen in de rechten. Nog datzelfde jaar ging hij als commies werken bij de provinciale griffie van Friesland, waar hij vooral werkzaam was bij het kabinet van de Koningin. In december 1950 werd Boelens, hoewel hij nog maar 30 jaar was, benoemd tot burgemeester van Baarderadeel. Daarmee werd hij toen de jongste burgemeester van Nederland. In juli 1963 volgde zijn benoeming tot burgemeester van Weststellingwerf. In juni 1982 ging hij daar vervroegd met pensioen, waarna hij verhuisde naar zijn geboorteplaats Drachten. Begin 1990 raakte hij aldaar betrokken bij een ernstig verkeersongeluk omdat hij geen voorrang verleende. Boelens overleed ter plaatse op 69-jarige leeftijd.